# Monaco és az Európai Unió kapcsolata
Bár Monaco nem tagja az Európai Uniónak, de szoros kapcsolatban áll vele. Monaco és Franciaország védnökségi szerződésének és vámuniójának köszönhetően mióta Franciaország EU-tag, lényegében Monaco is az Európai Unió vámuniójába tartozik. Az euró franciaországi bevezetésével Monaco is ezt a valutát használja. Monaco, noha schengeni határokon kívül fekszik, mégis de facto tagja a schengeni övezetnek is, ugyanakkor – bár a francia–monacói határon nincs útlevélellenőrzés – Monaco tengerparti kikötőiben viszont francia–monacói különmegállapodás alapján a francia hatóságok végeznek útlevél-ellenőrzést.
Az európai uniós szervezetek és tagállamok ugyanakkor komoly problémát látnak abban, hogy a Monacóban a személyi jövedelemadóra nagyon kedvező szabályok vonatkoznak (az állam létrejötte óta soha nem kellett fizetni), ezért sok magas jövedelmű színész, sportoló sokáig ebben az államban igyekezett devizabelföldivé válni.

## Jövőbeni integráció
2012 novemberében, miután a Tanács az Európai Uniót arra kérte, hogy értékelje az EU és a szuverén európai miniállamok (Andorra, Monaco és San Marino) kapcsolatát, az Európai Bizottság közzétett egy jelentést, amelyben felvázolta az említett három törpeállam lehetőséget a további uniós integrációra. 
A jelentés vizsgált négy alternatívát: 
1. Az ágazati megközelítést külön megállapodások révén minden államban
2. Egy átfogó, multilaterális keretek közötti társulási megállapodás a három állam között
3. EGT tagság
4. EU-tagság.

A Bizottság azzal érvelt, hogy az ágazati megközelítés nem foglalkozik a legfontosabb kérdésekkel, és még mindig túlságosan bonyolult, míg az EU-tagságot mindhárom ország elutasította a közeljövőben, mert az EU-intézmények jelenleg nem igazodnak az ilyen kis területű országok csatlakozásához. A többi lehetőséget, az EEA tagságot és a társulási megállapodást az Egyesült Államokban úgy vélték, hogy életképes és azokat a Bizottság által ajánlott rendszerrel kell teljesíteni. Erre válaszul a Tanács azt kérte, hogy a tárgyalásokat folytassák a három miniállam további integrációja miatt és jelentést kell készíteni 2013 végéig részletesen a tárgyalások eddigi eredményéről.

## Statisztikák
Monaco területe 1,93 km², ami az Európai Unió teljes területénél körülbelül 2 240 820-szor kisebb, míg lakossága 31 842 fő, ami az Európai Unió lakosságának 15 694-ed része.

## Fordítás
- Ez a szócikk részben vagy egészben  a   Monaco and the European Union című angol Wikipédia-szócikk fordításán alapul.  Az eredeti cikk szerkesztőit annak laptörténete sorolja fel. Ez a jelzés csupán a megfogalmazás eredetét és a szerzői jogokat jelzi, nem szolgál a cikkben szereplő információk forrásmegjelöléseként.